# Leighton Vander Esch
Leighton Vander Esch (Riggins, 9 febbraio 1997) è un ex giocatore di football americano statunitense che ha militato nel ruolo di linebacker per tutta la carriera con i Dallas Cowboys della National Football League (NFL).

## Carriera universitaria
Al college Vander Esch giocò a football alla Boise State University dal 2014 al 2017. Nella sua ultima stagione fu premiato come difensore dell'anno della Mountain West Conference dopo avere totalizzato 141 tackle, 4 sack e 2 intercetti. A fine anno decise di rinunciare all'ultima stagione nel college football e rendersi eleggibile nel Draft NFL. Concluse la sua carriera universitaria con 188 tackle, 5 sack e 3 intercetti.

## Carriera professionistica
Il 26 aprile 2018 Vander Esch fu scelto come 19º assoluto nel Draft NFL 2018 dai Dallas Cowboys. Debuttò come professionista subentrando nella gara del primo turno contro i Carolina Panthers mettendo a segno 3 placcaggi. Nel decimo turno mise a segno un primato stagionale di 13 placcaggi e il primo intercetto in carriera nella vittoria sui contro i Philadelphia Eagles campioni in carica, venendo premiato come miglior difensore della NFC della settimana. Alla fine di novembre fu premiato come rookie difensivo del mese dopo avere messo a segno 39 tackle, 6 passaggi deviati e 2 intercetti, aiutando i Cowboys a vincere 3 gare consecutive. A fine stagione fu convocato per il Pro Bowl al posto dell'infortunato Luke Kuechly e inserito nel Second-team All-Pro dopo essersi classificato secondo tra i rookie con 140 placcaggi.
Il 14 marzo 2023 Vander Esch firmò con i Cowboys un rinnovo contrattuale biennale del valore di 11 milioni di dollari. Nel quarto turno recuperò un fumble forzato dal compagno Dante Fowler ritornandolo in touchdown. L'8 ottobre subì un infortunio al collo nella sconfitta per  10-42 contro i San Francisco 49ers. Il 16 ottobre fu inserito in lista infortunati. Il 14 novembre Jerry Jones confermò che avrebbe perso tutto il resto della stagione.
Il 18 marzo 2024 Vander Esch annunciò il ritiro dopo sei stagioni.

## Palmarès
- Convocazioni al Pro Bowl: 1

2018
- Second-team All-Pro: 1

2018
- Rookie difensivo del mese: 1

novembre 2018
- Difensore della NFC della settimana : 1

10ª del 2018
- PFWA All-Rookie Team - 2018